# Велика синагога (Лешнів)
Велика синагога у селі Лешнів Золочівського району Львівської області, була збудована у XVII столітті і зруйнована під час другої світової війни.
Синагога була побудована близько 1677 року на місці дерев'яної синагоги, побудованої 50 роками раніше. Єврейська громада була бідна, тому будівля перебувала в дуже поганому стані вже в 1880 році, ремонт даху в 1889 році не дав великого ефекту. Зазвичай для молитви використовувалися приватні будинки, тільки у свята громада збиралася в синагозі. У 1912—1914 роках був проведений ремонт. Під час першої світової війни будівля була частково пошкоджена.
Після війни синагога була відновлена.
Зруйнована під час другої світової війни, а руїни були остаточно знесені наприкінці 1950-х років.